# Frauenstation
Pour plus de détails, voir Fiche technique et Distribution.
Frauenstation est un film allemand réalisé par Rolf Thiele et sorti en 1977.

## Synopsis
Dans le service de gynécologie d'un établissement hospitalier allemand, on suit durant quelques semaines les évènements qui ponctuent le séjour de quelques femmes ainsi que la vie quotidienne des principaux membres de l'encadrement médical.

## Fiche technique
- Titre : Frauenstation[1]
- Titre original : Frauenstation
- Réalisation : Rolf Thiele
- Scénario : Werner P. Zibaso d'après le roman de Marie-Louise Fischer, Frauenstation (1964)[2]
- Dialogues : Werner P. Zibaso
- Musique : Bernd Kampka
- Photographie : Charly Steinberger
- Son : Adi Kredatus
- Montage : Ingrid Bichler
- Décors : Peter Rothe
- Costumes : Edith Schmidt
- Pays d'origine :  Allemagne de l'Ouest
- Tournage : 
  - Langue : allemand
  - Période : 20 novembre au 18 décembre 1975
  - Intérieurs : Bavaria Filmstudios (Allemagne de l'Ouest)
  - Extérieurs : Munich/District de Haute-Bavière (Allemagne de l'Ouest)
- Producteur : Hans Pflüger
- Société de production : Cinema 77 Beteiligungs-GmbH & Co. Zweite Produktions KG (Allemagne)
- Société de distribution : Twentieth Century Fox
- Format : couleur par Eastmancolor — 35 mm — 1.66:1 — monophonique
- Genre : drame
- Durée : 85 minutes
- Date de sortie :
  - Allemagne de l'Ouest : 8 avril 1977

## Distribution
- Horst Buchholz : Docteur Rainer Schumann
- Stephen Boyd : Professeur Carl-Theodor Overhoff
- Lillian Müller : Claudia Schumann
- Karin Dor : la mère de Claudia
- Marina Langner : Sœur Renate
- Pirko Zenker : Eva Overhoff
- Eva Berthold : Sœur Ruth
- Ina Lane : Madame Wogand
- Sybille Binder : Hilde, la bonne
- Brigitte Stein : Docteur Holger
- Carina Kreisch : Silvia Sindermann
- Alexandra Moser : Angelika Schneider
- Barbara Valentin : la mère d'Angelika